# Uta de Forbes
L'uta de Forbes (Pseudochirulus forbesi) és una espècie de marsupial de la família dels pseudoquírids. Viu a Indonèsia i Papua Nova Guinea. Fou anomenat en honor del naturalista i explorador escocès Henry Ogg Forbes.